# Cachorros de la UdeG
Cachorros de la UdeG – ursprünglich als Cachorros de Sayula-UdeG bezeichnet und nach dem gleichnamigen Ort Sayula benannt, der sich südlich der Hauptstadt des Bundesstaates Jalisco, Guadalajara, befindet – war ein bis 2017 bestehender mexikanischer Fußballverein, der als Farmteam der Leones Negros de la UdeG fungierte, die zu jener Zeit (1997 bis 2002) aus rechtlichen Gründen unter der Bezeichnung „Bachilleres de Guadalajara“ in der zweitklassigen Primera División 'A' antraten.

## Geschichte
Die „Cachorros“ gewannen in der Saison 1997/98 die Meisterschaft der seinerzeit viertklassigen Tercera División mit der hervorragenden Bilanz von 33 Siegen (aus 34 Spielen) und einem ebenso überragenden Torverhältnis von 114:31 in der Punktspielrunde sowie ähnlich überzeugenden Resultaten in den anschließenden Play-offs und stiegen somit zur Saison 1998/99 in die drittklassige Segunda División auf, in der sie noch bis mindestens zur Saison 2010/11 vertreten waren.

## Erfolge
- Meister der Tercera División: 1997/98